# Jenišovice, Jablonec nad Nisou
Jenišovice là một làng thuộc huyện Jablonec nad Nisou, vùng Liberecký, Cộng hòa Séc.